# Иглаково
Иглаково — микрорайон города Северск Томской области России. До упразднения в 1949 году — деревня в Томском районе, входила в состав Белобородовского сельсовета.

## Топоним
Известна также как Игонькина (Иглакова, Еглаково)

## География
Расположена на правом берегу реки Томи, к северо-западу от Томска.

## История
В деревне жили потомки служилого человека Иглакова. Впервые его имя упоминается в 1656 году как основателя деревни Игловской или Вишняковой (ныне Игловск) в Обском стане, в низовьях Томи. Дата основания деревни Иглаково или Игонькино, в 14 вёрстах от города Томска, неизвестна. Впервые упоминается в архивных документах как уже существующее в 1746 году. Первыми поселенцами были Иглаковы, Антипины, Кузнецовы.
В 1862 году возведена деревянная однопрестольная церковь во имя святого пророка Ильи, после чего Иглаково получило статус села. Иглаковский однопрестольный храм стал центром прихода, включающим деревни Белобородово, Чернилыциково, Попадейкино, Песочную.
В 1920-е образован колхоз «Красный иглаковец», действовавший до начала строительства города в 1949 году.
В 1937 году закрыли церковь, в ней располагался колхозный склад.
В годы Великой отечественной войны на фронт ушло 150 человек, 70 из них погибли.

## Население
В 1800 году — 6 домов с 19 мужскими душами, к 1869 домов 43, в них проживали 222 человек.
В 1916 году в 29 из 67 хозяйств жили Иглаковы, потомки первооснователя.
К 1917 году в 86 хозяйств деревни проживало 402 человека.

## Достопримечательности
Памятник жителям Иглаково, погибшим в годы Великой Отечественной войны (архитекторы В. Ф. Косоногов, П. А. Базылевич). Находится вдоль улицы Чайковского между ул. братьев Иглаковых и ул. Октябрьской. Открыт 2 ноября 1967 года. Мраморный вариант памятника появился в 1985 году. В 1995 году появились стенды с фотографиями героев.
Храм в честь Пророка Илии (возведен в 2009 на месте сгоревшего в 1951 году).

## Инфраструктура
В конце XIX века была деревянная церковь, сельское училище, хлебозапасный магазин, питейное заведение, мелочная лавка, постоялые дворы.

## Транспорт
Находился по правую сторону Нарымского почтового тракта.